# Tanai (miasto)
Tanai – miasto w Mjanmie, w stanie Kaczin. Według danych na rok 2014 liczyło 31 998 mieszkańców.